# 한선엔지니어링
한선엔지니어링(Hansun Engineering)은 계장용 피팅 및 밸브를 제조하는 대한민국의 기업이다. 본사는 부산광역시 강서구 송정동 녹산산단361로 27에 위치해 있으며 대표이사는 이제훈이다.
회사가 한국 최초로 블룸SK퓨어셀(불룸에너지와 SK에코플랜트의 합작법인)의 SOFC 공급업체로 선정된 바 있다.

## 상장
2023년 11월 24일 상장주관사는 대신증권으로 공모가를 7,000원에 코스닥 시장에 상장하였다

## 같이 보기
- 한국선재
- 이렘
- 케이에스피
- 아스플로
- 하이록코리아
- 비엠티
- 디케이락

## 참고문헌
1. ↑  <코>한선엔지니어링, 현재가 5.10% 급등, 서울경제, 2023-12-18
2. ↑  유진투자증권 한선엔지니어링 IPO 예정 분석보고서 2023.11.08
3. ↑  한선엔지니어링, 공모가 부풀리기 논란, 거래 사이트, 2023년 10월 30일
4. ↑  이지운, 한선엔지니어링, 블룸에너지-美 1위 전력 업체 'SOFC' 계약 체결에 강세, 머니S, 2024.11.18
5. ↑  김정환, 한선엔지니어링, 공모가 7,000원 확정…24일 코스닥 상장, 철강금속신문, 2023년 11월 10일